# Time Warp

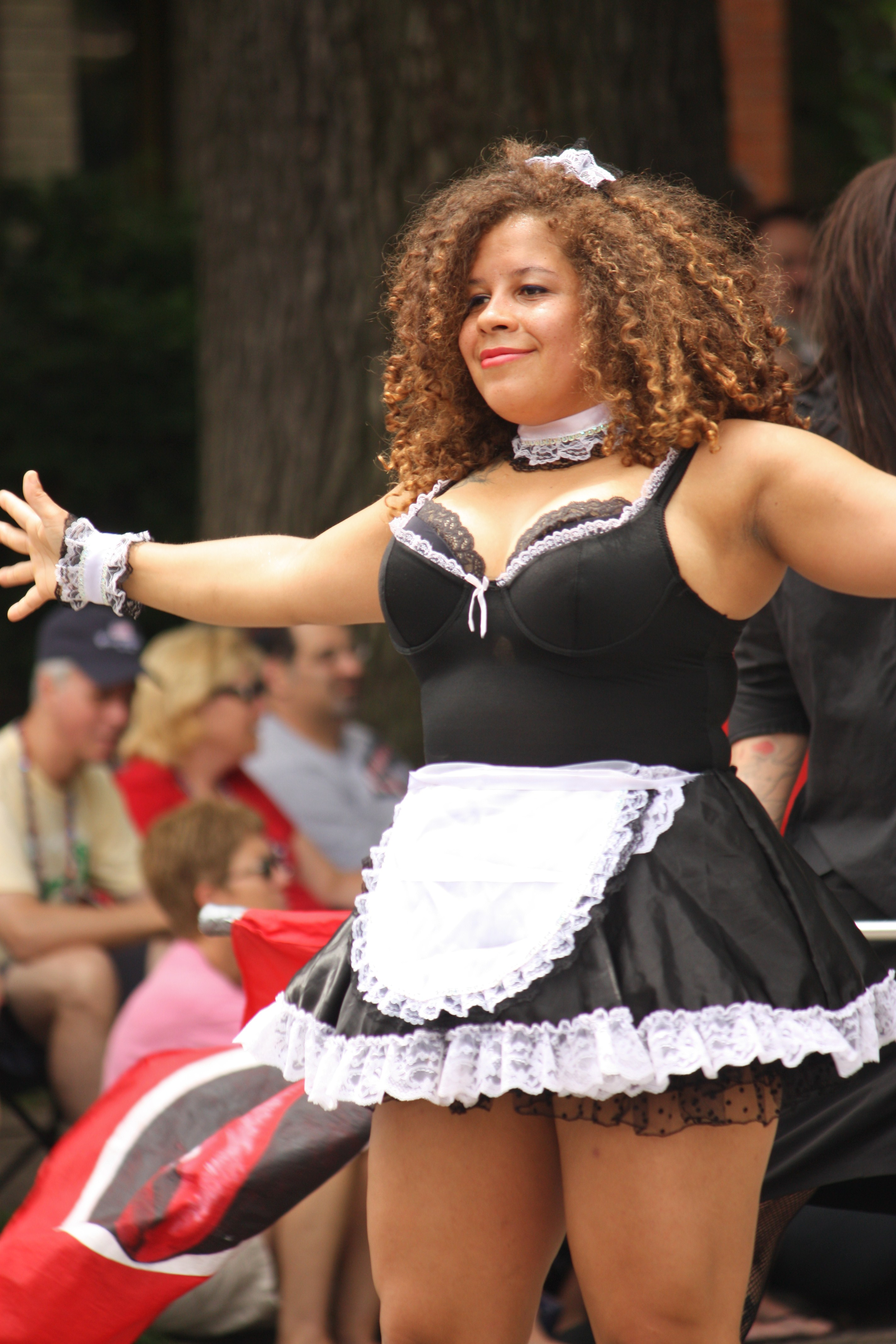
Membro local da "Rocky Horror Fishnet Mafia" tocando "Time Warp" no Doo Dah Parade de 2011, Columbus, Ohio. Rota do desfile vista na W. 2nd Ave. em The Short North.

"Time Warp" ("Deformação do Tempo" no jargão da ficção científica) é uma das principais canções do musical The Rocky Horror Picture Show.
Em Glee esta canção foi interpretada no quinto episódio da segunda temporada, chamado The Rock Horror Glee Show, tendo uma audiência de 11,26 milhões de pessoas.